# Dalea dorycnoides
Dalea dorycnoides är en ärtväxtart som beskrevs av Dc.. Dalea dorycnoides ingår i släktet Dalea, och familjen ärtväxter. Inga underarter finns listade i Catalogue of Life.